# 渡辺政之輔

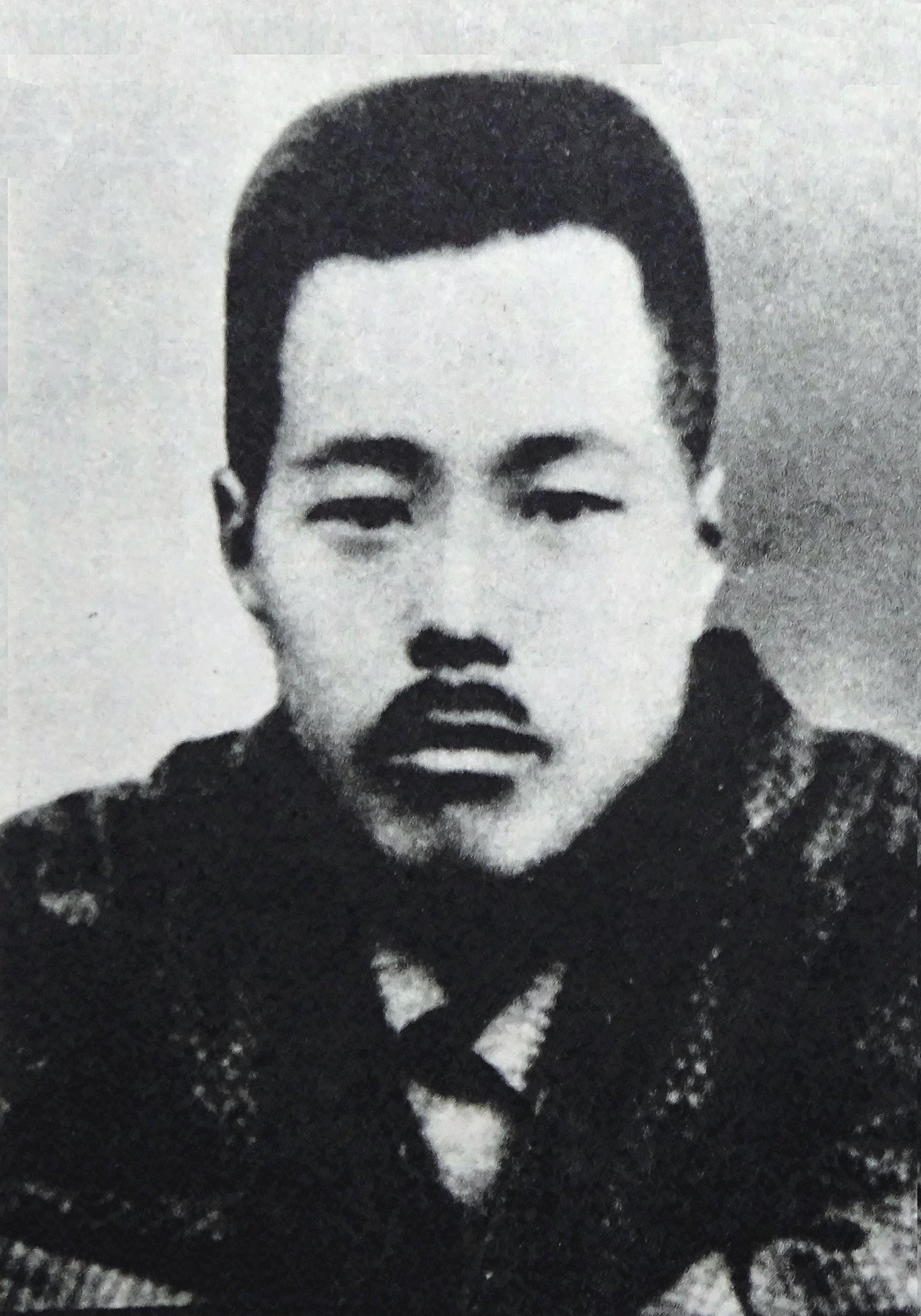
渡辺政之輔

渡辺 政之輔（わたなべ まさのすけ、1899年（明治32年）9月7日 ‐ 1928年（昭和3年）10月6日）は、日本の労働運動家、政治活動家、非合法政党時代の日本共産党（第二次共産党）の委員長。「渡政」（わたまさ）の通称で知られた。二の腕に「こう命」と入れ墨するなど社会主義運動家としては異色の存在で、最期も警官隊との銃撃戦に散るという派手なものだった。配偶者は社会主義運動家・女性運動家として知られる丹野セツ。

## 生涯

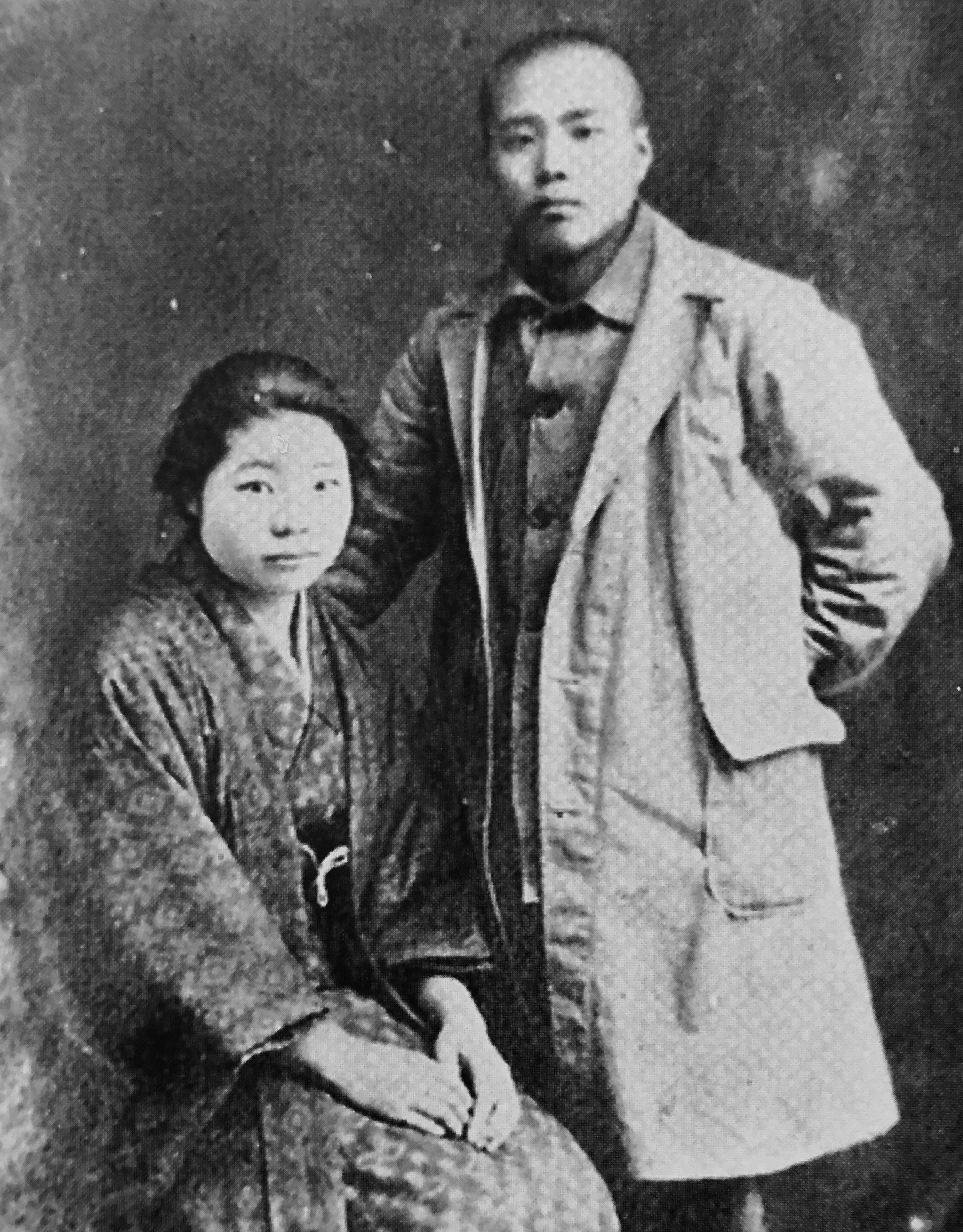
妻の丹野セツと渡辺（1924年頃）

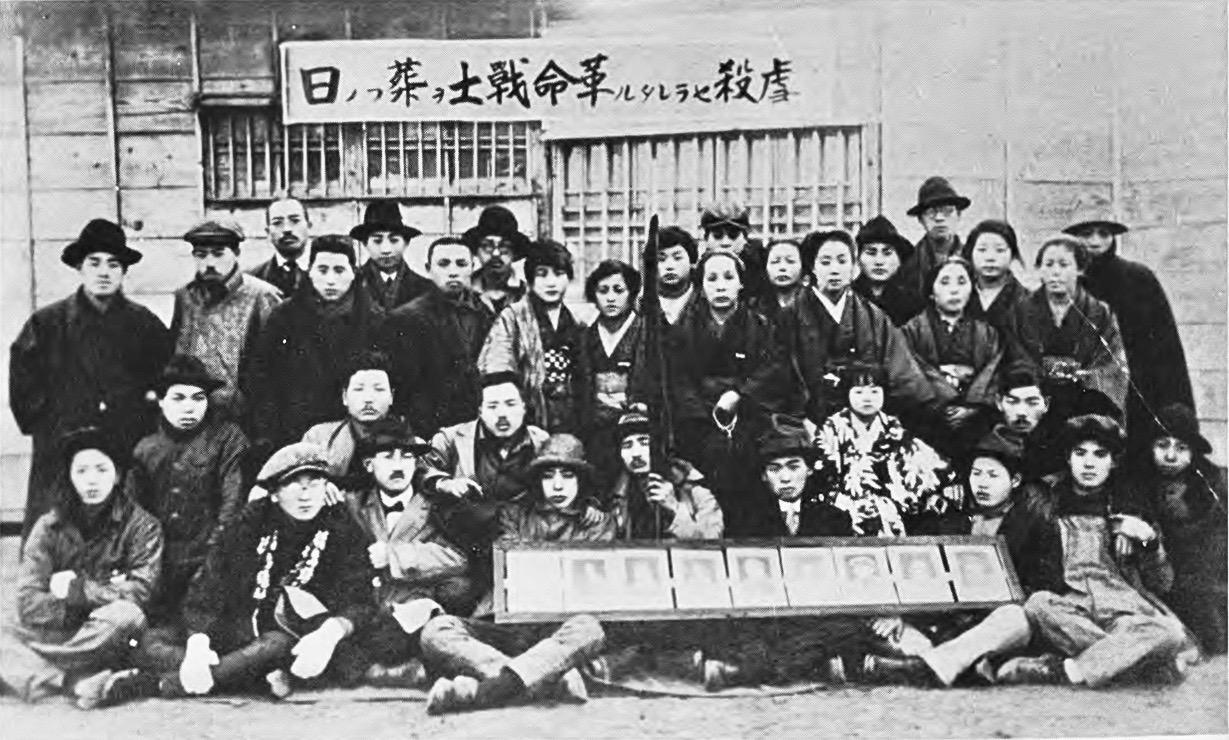
1924年2月17日、亀戸事件の犠牲者の葬儀の出発前に、遺族と南葛労働協会の同志らが遺影を抱いて集まった。中列左から3人目が渡辺。

千葉県東葛飾郡市川町（現在の市川市）生まれ。小学校卒業後、労働運動に目覚め、1922年（大正11年）、日本共産党（第一次共産党）結成と同時に入党。日本労働総同盟左派の中心人物として活動。
1924年（大正13年）3月15日、丹野セツと結婚。南葛労働会の仲間20人ほどが渡辺の家に集まっておしるこでお祝いした。ただ、丹野の両親の許しが得られず、生涯、丹野姓のままだった。
1925年（大正14年）4月の総同盟分裂後は日本労働組合評議会のリーダーとして共同印刷、日本楽器などにおける労働争議を指導した。党再建（第二次共産党）後、中央委員に選出され、ソビエト連邦に派遣されてコミンテルンによる27年テーゼの作成に参加した。
1928年（昭和3年）3月初旬（日付不明）、中央委員長に選出。 3月15日の一斉検挙（三・一五事件）では市川正一、鍋山貞親らとともに検挙を免れる。9月、先にコミンテルン第6回大会に出席するためモスクワを訪れていた市川らと協議するため上海に渡航。そして、10月6日、台湾経由での帰国を図るべく基隆に上陸を果たそうとした際、臨検に訪れた水上派出所の巡査に同行を求められ、隠し持っていた拳銃で巡査を銃撃（翌日、死亡）。必死の逃亡を図るものの、最後は追いつめられて自ら頭部を撃ち抜いて自殺した。
遺骨は1929年（昭和4年）11月になって遺族に引き渡され、市川町の安国院に埋骨された。

## 死因をめぐる臆測
渡辺政之輔の死因をめぐってはかねてより臆測があった。渡辺の死を報じた1928年12月30日付け『無産者新聞』号外では「わが労働運動の最も優れた指導者の一人同志渡辺政之輔は去る十月の初頭、台湾基隆で自殺をとげた」とされていた一方、1930年に渡辺の遺稿集として刊行された『左翼労働組合の組織と政策』巻末の「同志渡辺政之輔年譜」では「上海より台湾へ渡るべく、七日基隆港に入港、臨検の警官に怪まれ、同行を求められるや、警官を射殺、逃走せしが遂に追跡の警官団に虐殺さる」と渡辺は「虐殺」されたとしていた。しかし、かつては虐殺（他殺）説を主張していた日本共産党も1972年刊行の『日本共産党の五十年』では「党創立以来の不屈の闘士であり、当時の委員長であった渡辺政之輔が、党務をおびて中国へ渡っての帰途、台湾の基隆で警官隊におそわれて自殺した」とするなど、今では自殺説が一般的となっている。
その一方で渡辺の死因をめぐっては自殺説では説明のつかない点もある。その1つは渡辺の母親と解放運動犠牲者救援会の依頼を受けて基隆まで遺体を受け取りに行った弁護士の布施辰治の証言である。布施によれば、渡辺の遺体は共同墓地に埋められており、棺を掘り出して蓋を開けると、遺体は鉄無地の羽二重の羽織に角帯という亡くなった時に着ていた服装のまま仰向けに寝かされており、頭に巻いた包帯を取りのけると額のまんなかに丸い小さな穴があいていたという。これは「ピストルを右のコメカミに当て、自殺を遂げた」とする1929年4月6日付け『東京日日新聞』の記事と矛盾するものだった。これを踏まえ、布施は渡辺は自殺したのではなく、射殺されたとしている。以下は、江口渙が記すその証言である。
また、丹野セツも別の理由で自殺説を頑強に否定している。
一方で永峰セルロイド工場時代に渡辺と組合活動を共にした恒川信之は「わたしは渡政の死を自殺と考えるのである」としており、関係者間でも見解が分かれている。
なお、渡辺と丹野セツを主人公とする映画脚本『実録・共産党』（未映画化）を書いた笠原和夫も「これはどう見ても自殺なんですよね」と述べている。ただし、笠原の書いた脚本では渡辺の最期は「突き当りの白い土壁に十字架の如く張りついている渡政。／その額にポツンと穴があき、一筋の血が流れ出る」とされており、布施証言に沿った描写となっている。